# 중국철도 DJJ1
중국철도 DJJ1(중국어: DJJ1型电力动车组) 또는 블루 애로우(영어: Blue Arrow)는 중화인민공화국의 시범 고속열차 차량으로 CRRC 정저우 기관차, CRRC 창춘 철도 차량에서 제조되었다. 스웨덴의 고속열차 차량인 X 2000 모델을 기반으로 개발되었다.

## 같이 보기
- 중국철도 중화지성
- X 2000